# Путейська (зупинний пункт, Херсонська дирекція Одеської залізниці)
Путейська — пасажирський залізничний зупинний пункт Херсонської дирекції Одеської залізниці.
Розташована у Дніпровському районі Херсона Херсонська міська рада Херсонської області на лінії Херсон — Вадим між роз'їздом Антонівка (9 км) та станцією Херсон (4 км).
Північний вихід до селища Текстильний, Південний вихід — до Бериславського шосе.